# Lockhart Ridge
Lockhart Ridge ist ein 6 km langer Gebirgskamm in der antarktischen Ross Dependency. Im Königin-Maud-Gebirge ragt er entlang der Südflanke des Yeats-Gletschers bis zu dessen Einmündung in den Shackleton-Gletscher auf.
Die Mannschaft der Texas Tech University zur Erkundung des Shackleton-Gletschers zwischen 1964 und 1965 benannte ihn nach Cadet Warrant Officer James J. Lockhart von der United States Army, Pilot der Flugbereitschaft für diese Mannschaft.